# Pomérols
Pomérols is een gemeente in het Franse departement Hérault (regio Occitanie). De plaats maakt deel uit van het arrondissement Béziers. Pomérols telde op 1 januari 2022 2.255 inwoners.

## Geografie
De oppervlakte van Pomérols bedroeg op 1 januari 2022 11,01 vierkante kilometer; de bevolkingsdichtheid was toen 204,8 inwoners per km².

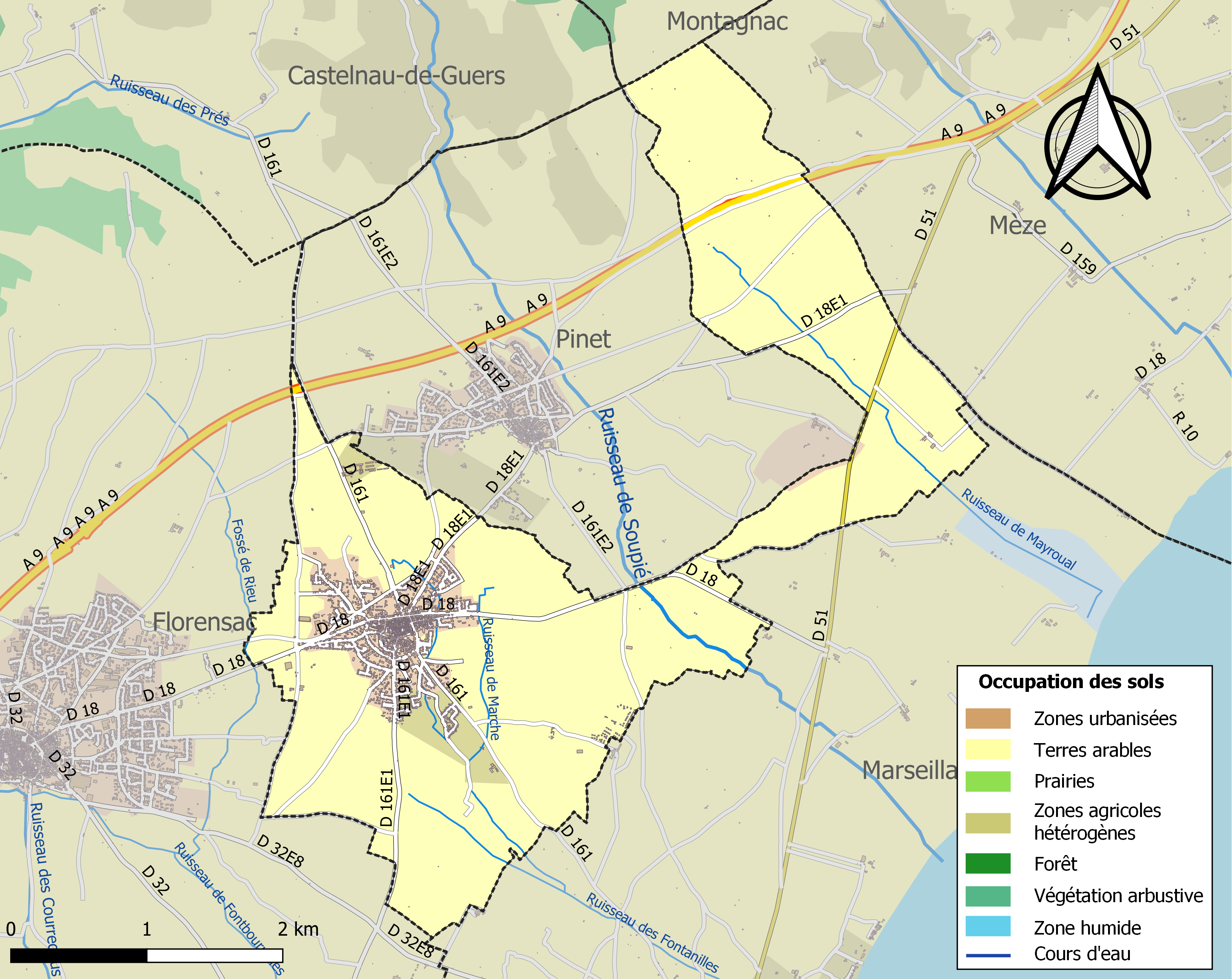
Kaart van de gemeente met belangrijkste infrastructuur, bodemgebruik en omliggende gemeenten

## Demografie
Onderstaande figuur toont het verloop van het inwonertal (bron: INSEE-tellingen).